# Kim Joo-hun
Kim Joo-Hun (sinh ngày 1 tháng 3 năm 1980) là một nam diễn viên Hàn Quốc thuộc công ty giải trí S.A.L.T. Anh nổi tiếng nhất với vai diễn Park Min-gook trong bộ phim truyền hình Hàn Quốc Người thầy y đức 2 (2020).

## Phim đã tham gia

### Phim truyền hình
| Năm  | Tên phim bằng tiếng Việt        | Tên phim bằng tiếng Anh                              | Tên bằng tiếng Hàn      | Vai diễn                                     |
| ---- | ------------------------------- | ---------------------------------------------------- | ----------------------- | -------------------------------------------- |
| 2016 | Đội đặc nhiệm số 38             | Squad 38 (38 Task Force/ Police Unit 38)             | 38사기동대              | Giám định Park – giám định đội thu thuế số 3 |
| 2017 |                                 | Argon                                                | 아르곤                  | An Jae-geun                                  |
| 2018 | Ánh dương tình yêu              | Too Bright Outside for Love (Too Bright for Romance) | 너무 한낮의 연애        | Kim Hyung-suk                                |
| 2018 |                                 | Dreamers                                             | 도피자들                | Người phụ trách                              |
| 2018 | Gặp gỡ                          | Boyfriend/Encounter                                  | 남자친구                | Lee Dae Chan                                 |
| 2019 | Truy sát                        | Kill It                                              | 킬잇                    | Min-hyuk                                     |
| 2019 | Tổng thống 60 ngày              | Designated Survivor: 60 Days                         | 60일, 지정생존자        | Jung Han Mo                                  |
| 2020 | Người thầy y đức 2              | Dr. Romantic 2                                       | 낭만닥터 김사부 2       | Park Min-gook                                |
| 2020 | Điên thì có sao                 | It's Okay to Not Be Okay                             | 사이코지만 괜찮아       | Lee Sang-in                                  |
| 2020 | Đồ Đồ Son Son La La Son         | Do Do Sol Sol La La Sol                              | 도도솔솔라라솔          | Cha Eun-seok                                 |
| 2020 | Khởi nghiệp                     | Startup                                              | 스타트업                | Seo Chung-myung                              |
| 2021 | Bây giờ, chúng ta đang chia tay |                                                      | 지금, 헤어지는 중입니다 | Seok Do-hoon                                 |
| 2022 | Tòa án vị thành niên            | Juvenile Justice                                     | 소년 심판               | Namkoong Yi-hwan                             |
| 2023 | Người thầy y đức 3              | Dr. Romantic 3                                       | 낭만닥터 김사부 3       | Park Min-gook                                |

### Phim điện ảnh
| Năm  | Tên phim bằng tiếng Việt | Tên phim bằng tiếng Anh         | Tên bằng tiếng Hàn   | Vai diễn                                              |
| ---- | ------------------------ | ------------------------------- | -------------------- | ----------------------------------------------------- |
| 2008 |                          | A Matter of Principal           | 원칙의 문제          | Kim Bong Woo                                          |
| 2012 |                          | The Metamorphosis               | 변신                 | Simon                                                 |
| 2013 | Đường về nhà             | Way Back Home                   | 집으로 가는 길       | Nhân viên điều tra của Văn phòng Công tố quận Seoul 2 |
| 2014 | Cướp siêu đẳng           | The Con Artists                 | 기술자들             |                                                       |
| 2014 | Tazza – Bàn tay của Chúa | Tazza: The Hidden Card          | 타짜: 신의 손        | Tên côn đồ                                            |
| 2015 | Hằng số Planck           | Planck Constant                 | 플랑크 상수          | Huấn luyện viên thể dục                               |
| 2015 | Thám tử gà mơ            | The Accidental Detective        | 탐정: 더 비기닝      | Ông chủ                                               |
| 2016 | Công tố viên hun bạo     | A violent prosecutor            | 검사외전             | Người đàn ông thứ hai                                 |
| 2016 | Mất tích                 |                                 | 실종                 |                                                       |
| 2016 | Chuyến tàu sinh tử       | Train to Busan                  | 부산행               | Huấn luyện viên đội bóng chày                         |
| 2018 | Ông chúa và chàng mai    | The Princess and the Matchmaker | 궁합                 | Yook Son                                              |
| 2020 |                          | Welcome to the Guesthouse       | 어서오시게스트하우스 | Gi-hoon                                               |

## Giải thưởng
| Năm  | Giải thưởng                       | Thể loại                    | Kết quả   |
| ---- | --------------------------------- | --------------------------- | --------- |
| 2011 | Liên hoan kịch 2 người lần thứ 11 | Giải thưởng diễn xuất       | Đoạt giải |
| 2017 | UAS LAFF Short Film Showdown      | Nam diễn viên xuất sắc nhất | Đoạt giải |